# Heart Butte (Montana)
Heart Butte es un lugar designado por el censo ubicado en el condado de Pondera en el estado estadounidense de Montana. En el Censo de 2010 tenía una población de 582 habitantes y una densidad poblacional de 49,18 personas por km².

## Geografía
Heart Butte se encuentra ubicado en las coordenadas 48°17′22″N 112°50′2″O / 48.28944, -112.83389. Según la Oficina del Censo de los Estados Unidos, Heart Butte tiene una superficie total de 11.83 km², de la cual 11.79 km² corresponden a tierra firme y (0.35%) 0.04 km² es agua.

## Demografía
Según el censo de 2010, había 582 personas residiendo en Heart Butte. La densidad de población era de 49,18 hab./km². De los 582 habitantes, Heart Butte estaba compuesto por el 1.55% blancos, el 0% eran afroamericanos, el 97.42% eran amerindios, el 0% eran asiáticos, el 0% eran isleños del Pacífico, el 0% eran de otras razas y el 1.03% pertenecían a dos o más razas. Del total de la población el 2.41% eran hispanos o latinos de cualquier raza.